# Schlacht bei Volta
Die Schlacht bei Volta fand am 26. und 27. Juli 1848 während des Italienischen Unabhängigkeitskrieges statt und war ein letzter und vergeblicher Angriffsversuch der sardisch-piemontesischen Truppen, die Österreicher unter Radetzky nach der Schlacht bei Custozza zu schlagen.

## Hintergrund

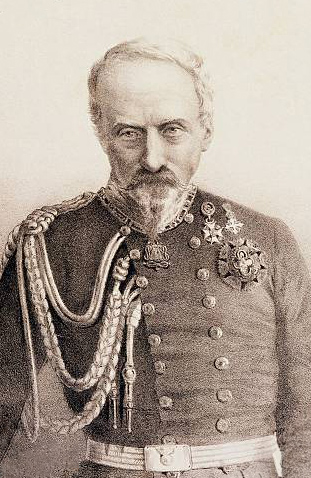
Ettore Gerbaix de Sonnaz

König Karl Albert von Savoyen ordnete nach der Niederlage bei Custozza den Rückzug seiner Truppen auf das westliche Ufer des Mincio an. Er sammelte seine Truppen bei Villafranca und ging nach Goito zurück, wo sich noch etwa 30.000 Mann und 109 Geschützen des sardischen Heeres konzentrieren konnten. Das österreichische I. Korps unter FML Wratislaw ging bei Monzambano über den Mincio und verfolgte die Sarden auf Pozzolengo und Castigliano. Das II. Korps unter FML d´Aspre verfolgte den Gegner über Valeggio nach Volta. 
Am 26. Juli abends versuchte der sardische Generalleutnant de Sonnaz das Blatt zu wenden. Die Gegenangriffe des sardischen 2. Korps von der Höhen bei Cavriana aus brachten anfängliche Erfolge gegenüber der österreichischen Division Wimpffen. Er wollte sich zunächst auf den Höhen von Volta, Cavriana, Solferino festsetzen, und dort nochmals eine Schlacht wagen. Früh um 7 Uhr rückte auch das österreichische II. Korps über die Höhe des Monte Belvedere auf Prabiano vor, um den Marsch nach Valeggio fortsetzen, über den Mincio zu gehen und dann gegen Volta zu marschieren. Sonnaz hatte Volta am Morgen geräumt, war aber am Abend des 26. Juli wieder zurückgekehrt. Gleichzeitig war das österreichische II. Korps mit der Vorhut-Brigade des Generalmajor Friedrich Liechtenstein noch vor den Piemontesen in Volta eingerückt. Die Avantgarde des II. Korps wurde in Volta von feindlichen Kräften angegriffen und konnte ihre Stellung im Orte mit Hilfe der Brigade Kerpan behaupten. Es kam zu einem ungeordneten Nachtgefecht, welches am Morgen des 27. mit dem Rückzug der Sarden endete.

## Gefecht am 27. Juli
Am Morgen des 27. Juli um 4 Uhr früh begann der Kampf in Volta von Neuem. Das im Kampf stehende österreichische II. Korps (Division Franz Wimpffen und Division Franz Schaffgotsch) verfügte im Gefecht insgesamt über 19,3 Bataillone, 26,5 Eskadronen und 63 Geschütze mit zusammen 15.200 Mann und 3800 Reitern. Die Sarden zählten dagegen 16 Bataillone, 14 Eskadronen und 34 Geschütze mit etwa 14.500 Mann und 2200 Reiter. 
Die Angriffe wurden hauptsächlich von den sardischen Brigaden Savona und Savoyen der Division des Generalleutnant de Broglia vorgetragen. Die frisch eingreifende Brigade Regina unter General Ardingo Trotti bemächtigte sich der Höhe von San Felice und konnte die österreichische Brigade unter Generalmajor Liechtenstein an der südöstlichen Häusergruppe von Volta bis zum Dorf Luccone auf 300 Schritt zurückdrängen. An der bedrängten linken Flanke des II. Korps führte dann das Szluiner Grenzer-Regiment Nr. 4 der Brigade Kerpan einen Gegenangriff, dem die Piemontesen nicht gewachsen waren. Den Österreichern war bereits die Brigade Schwarzenberg zu Hilfe gekommen, die Brigade Gyulay ging zusätzlich auf den Höhe nördlich Volta in Gefechtsaufstellung über. Gleichzeitig ging das Haugwitz-Infanterie-Regiment Nr. 38 bei San Felice zum Gegenangriff über. Die Kolonnen des Infanterie-Regiment Nr. 48 bildeten das erste Treffen, dahinter das 11. Jäger-Bataillon im zweiten Treffen. So geordnet hielt die Brigade Samuel Gyulay hinter dem linken Flügel des II. Korps, kam aber nicht mehr gesamt in das Gefecht, da ungefähr um 10 Uhr alle feindlichen Angriffe abgeschlagen worden waren. Die Masse der Brigade Edmund Schwarzenberg rückte dann wieder gegen Luccone, die Brigade Gyulay gegen Sottomonte vor. 
Weitere österreichische Verstärkungen langten bei Cavriana ein und erzwangen den Rückzug des Gegners. Während die österreichische Artillerie den weichenden Gegner beschoss, begannen 2 Eskadronen des Reuss-Husaren-Regiments Nr 7. über Sottomonte zur Verfolgung anzusetzen. Langsam machte sich bei den Piemontesen Panik breit, die neue Niederlage demoralisierte zusehends, die Desertationen nahmen zu. Die zurückgehenden Sarden wurden in Cerlongo durch die dort stehende Brigade Acqui aufgenommen, der durch 12 Eskadronen der Kavallerie-Brigade des Generals Gazelli gedeckte Rückzug, nach Goito fortgesetzt. Die Österreicher hatten Verluste von 21 Offizieren und 435 Mann, die Sarden verloren 18 Offiziere und 664 Mann.

## Folgen
Nach dem Gefecht erschienen die piemontesischen Generale Bess, Rossi und der Artillerie-Oberst La Marmora im österreichischen Lager um einen Waffenstillstand anzubieten. Alle drei österreichischen Korps blieben während dieser Zeit in und um Volta konzentriert, Radetzkys Hauptquartier wurde nach Valeggio vorverlegt.
Den 28. Juli wurde die Verfolgung wieder aufgenommen, da die österreichischen Bedingungen vom sardischen König nicht angenommen wurden. Von diesem Tage an begann sich das piemontesische Heer, während der Rückzug über Cremona fortgesetzt wurde, aufzulösen. Das österreichische I. Korps erreichte Piubega, das II. Korps verfolgte die Sarden über Cerlongo weiter nach Gazoldo. 
Radetzky organisierte in seinem neuen Hauptquartier in Valeggio am 29. Juli die weitere Verfolgung des geschlagenen Feindes. FML Haynau hatte am Vortag das Oberkommando über das III. Korps, FML Thurn über das IV. Korps übernommen. Das I. Korps rückte bei Asola über den Chiese bis Casalromano vor, während das II. über Redondesco, Bizzolano nach Canneto sull’Oglio vorrückte. Das Reservekorps (FML von Wocher) verblieb in Acquanegra und das bisher in Mantua sichernde IV. Korps marschierte bis Marcaria und besetzte mit der Avantgarde den Ort Bozzolo. Am 30. Juli rückte die österreichische Armee mit zwei Kolonnen über den Oglio; das I. Korps marschierte weiter gegen Gadesco vor, das II. Korps ging bei Canneto sull’Oglio über den Fluss und rückte über Pozzo, Isolello und Gazzo bis nach Cà de’ Marozzi. Das österreichische Reserve-Korps rückte hinter dem II. Korps bis Cigognola nach, während das IV. Korps über Solarolo auf Vedesetto strebte. 
Karl Albert hatte die ganze Oglio-Linie aufgeben müssen und sein Heer erreichte am 29. Juli Cremona und am 2. August Lodi. Die Österreicher konnten am 6. August kampflos in Mailand, der Hauptstadt der Lombardei, einziehen.